# Panchlora viridis
Panchlora viridis är en kackerlacksart som först beskrevs av Fabricius 1775.  Panchlora viridis ingår i släktet Panchlora och familjen jättekackerlackor. Inga underarter finns listade i Catalogue of Life.